# Parlamentní volby v Moldavsku 2005

Výsledky dle okresů

Parlamentní volby v Moldavsku v roce 2005 se konaly dne 6. března 2005. Výsledkem bylo vítězství Strany komunistů Moldavské republiky (PCRM), která získala 56 ze 101 mandátů.

## Volební systém
Parlament byl volen poměrným zastoupením v jednom celostátním volebním obvodu. V roce 2002 byl změněn volební zákon, který změnil volební práh, jenž dříve činil 3 % pro nezávislé kandidáty a 6 % pro politické strany a volební bloky. Pro volební bloky dvou stran byl zvýšen na 9 % a pro bloky tří a více stran byl zvýšen na 12 %.

## Výsledky
|                           |                                                  |             |       |         |      |
| Strana                    | Strana                                           | Počet hlasů | %     | Mandáty | +/–  |
|                           | Strana komunistů Moldavské republiky             | 716 336     | 45,98 | 56      | –15  |
|                           | Volební blok Demokratické Moldavsko              | 444 377     | 28,53 | 34      | –    |
|                           | Křesťanskodemokratická lidová strana             | 141 341     | 9,07  | 11      | 0    |
|                           | Volební blok Vlast                               | 77 490      | 4,97  | 0       | 0    |
|                           | Sociálně demokratická strana                     | 45 551      | 2,92  | 0       | 0    |
|                           | Republikánské hnutí "Rovnost"                    | 44 129      | 2,83  | 0       | 0    |
|                           | Strana sociálně-ekonomické spravedlnosti         | 25 870      | 1,66  | 0       | Nová |
|                           | Křesťanskodemokratická rolnická strana Moldavska | 21 365      | 1,37  | 0       | 0    |
|                           | Dělnická odborová strana "Vlast"                 | 14 399      | 0,92  | 0       | –    |
|                           | Centristická unie Moldavska                      | 11 702      | 0,75  | 0       | Nová |
|                           | Republikánská strana Moldavska                   | 592         | 0,04  | 0       | Nová |
|                           | Nezávislí                                        | 14 676      | 0,94  | 0       | 0    |
| Celkem                    | Celkem                                           | 1 557 828   | 100   | 101     | —    |
|                           |                                                  |             |       |         |      |
| Platné hlasy              | Platné hlasy                                     | 1 557 828   | 98,84 | —       | —    |
| Neplatné hlasy            | Neplatné hlasy                                   | 18 251      | 1,16  | —       | —    |
| Celkem hlasů              | Celkem hlasů                                     | 1 576 079   | 100   | —       | —    |
| Registrování voliči/Účast | Registrování voliči/Účast                        | 2 430 537   | 64,84 | —       | —    |
| Zdroj: eDemocracy         |                                                  |             |       |         |      |